# 上中里町
上中里町（かみなかざとちょう）は横浜市磯子区の地名。「丁目」の設定のない単独町名である。住居表示未実施区域。

## 地理
磯子区南部に位置する、笹下釜利谷道路（都市計画道路横浜逗子線）・笹下川沿いの住宅地である。町の西側がゴルフ場で占められており、人口密度は45.5人/haと、磯子区平均（87.5人/ha）の約半分強である。

### 地価
住宅地の地価は、2025年（令和7年）1月1日の公示地価によれば、上中里町1009番2の地点で15万7000円/m²となっている。

## 歴史

### 沿革
- 1889年（明治22年）4月1日 - 町村制の施行により、久良岐郡日下村が成立。神奈川県久良岐郡日下村大字上中里となる[7]。
- 1927年（昭和2年）4月1日 - 横浜市に編入。横浜市上中里町となる[7]。
- 1927年（昭和2年）10月1日 - 横浜市の区制施行により、横浜市磯子区上中里町となる[8]。
- 1974年（昭和49年）4月16日 - 土地区画整理事業（上中里）[9]に伴い、氷取沢町との境界を変更する[10]。
- 1979年（昭和54年）7月23日 - 住居表示の実施（磯子区杉田第二次地区）[11]に伴い、上中里町の一部を、新設された杉田八丁目へ編入する[12]。
- 1981年（昭和56年）5月1日 - 町界町名地番整理事業に伴い、氷取沢町との境界を変更し、上中里町の一部を金沢区能見台一丁目へ編入する[13]。
- 1983年（昭和58年）8月8日 -  住居表示の実施（磯子区田中・栗木地区）[14]に伴い、上中里町の一部を新設された栗木一丁目、栗木二丁目、栗木三丁目へ編入し、栗木町の一部を編入する[13]。
- 1988年（昭和63年）11月21日 - 住居表示の実施（磯子区杉田第三次地区）[15]に伴い、杉田町の一部を編入する[16]。

### 町名の変遷
| 実施後   | 実施年月日              | 実施前（各町名ともその一部） |
| -------- | ----------------------- | ---------------------------- |
| 上中里町 | 1927年（昭和2年）4月1日 | 大字上中里                   |

## 世帯数と人口
2025年（令和7年）6月30日現在（横浜市発表）の世帯数と人口は以下の通りである。
| 町丁     | 世帯数    | 人口    |
| -------- | --------- | ------- |
| 上中里町 | 2,007世帯 | 3,913人 |

### 人口の変遷
国勢調査による人口の推移。
| 年                 | 人口  |
| ------------------ | ----- |
| 1995年（平成7年）  | 4,697 |
| 2000年（平成12年） | 4,493 |
| 2005年（平成17年） | 4,344 |
| 2010年（平成22年） | 4,102 |
| 2015年（平成27年） | 3,927 |
| 2020年（令和2年）  | 3,843 |

### 世帯数の変遷
国勢調査による世帯数の推移。
| 年                 | 世帯数 |
| ------------------ | ------ |
| 1995年（平成7年）  | 1,511  |
| 2000年（平成12年） | 1,584  |
| 2005年（平成17年） | 1,628  |
| 2010年（平成22年） | 1,663  |
| 2015年（平成27年） | 1,730  |
| 2020年（令和2年）  | 1,772  |

## 学区
市立小・中学校に通う場合、学区は以下の通りとなる（2024年11月時点）。
| 番地 | 小学校                 | 中学校           |
| ---- | ---------------------- | ---------------- |
| 全域 | 横浜市立さわの里小学校 | 横浜市立浜中学校 |

## 事業所
2021年（令和3年）現在の経済センサス調査による事業所数と従業員数は以下の通りである。
| 町丁     | 事業所数 | 従業員数 |
| -------- | -------- | -------- |
| 上中里町 | 92事業所 | 759人    |

### 事業者数の変遷
経済センサスによる事業所数の推移。
| 年                 | 事業者数 |
| ------------------ | -------- |
| 2016年（平成28年） | 89       |
| 2021年（令和3年）  | 92       |

### 従業員数の変遷
経済センサスによる従業員数の推移。
| 年                 | 従業員数 |
| ------------------ | -------- |
| 2016年（平成28年） | 649      |
| 2021年（令和3年）  | 759      |

## 交通
町内に鉄道駅はなく、下記のバスの利用が主となる。
- 江ノ電バス
  - 上大岡駅
- 横浜市営バス
  - 洋光台駅（107系統）
  - 磯子駅（293系統）
- 京浜急行バス
  - 洋光台駅・金沢文庫駅（107系統）
  - 京急富岡駅（富岡住宅西口発着）

## 施設
- 神奈川県住宅供給公社上中里団地
- 富士シティオ上中里店
- 神奈川県立磯子高等学校
- 横浜市立さわの里小学校
- 上中里地区センター
- 磯子カンツリークラブ
- 上中里神社

## その他

### 日本郵便
- 郵便番号 : 235-0042[3]（集配局：磯子郵便局[26]）

### 警察
町内の警察の管轄区域は以下の通りである。
| 番・番地等 | 警察署     | 交番・駐在所 |
| ---------- | ---------- | ------------ |
| 全域       | 磯子警察署 | 上中里交番   |